# Max Schulze-Vorberg
Max Schulze-Vorberg (* 23. Februar 1919 in Düsseldorf; † 21. März 2006 in Bonn-Bad Godesberg) war ein deutscher Jurist, Journalist und Politiker (CSU).

## Leben und Beruf
Schulze-Vorberg wurde als Sohn eines Dachdeckermeisters geboren. Nach dem Schulbesuch absolvierte er eine Ausbildung im väterlichen Geschäft, die er mit der Gesellenprüfung als Dachdecker abschloss. Anschließend wurde er zur Wehrmacht eingezogen, nahm als Soldat am Zweiten Weltkrieg teil und erhielt Einsätze in Frankreich und Russland. Nach einer Verwundung, die er 1941 vor Moskau erlitten hatte, vollzog er einen Sonderlehrgang für Kriegsteilnehmer, den er mit dem Abitur abschloss. Im Anschluss nahm er ein Studium der Rechtswissenschaften an den Universitäten in München und Innsbruck auf, das er mit der Promotion zum Dr. jur. beendete.
Nach der Einsetzung des Parlamentarischen Rates wandte sich Schulze-Vorberg dem Journalismus zu und war von 1948 bis 1965 als Chefkorrespondent für den Bayerischen Rundfunk (BR) in Bonn tätig. In dieser Funktion unternahm er Studienreisen durch Europa, Amerika, Afrika und Asien. Ferner leitete er Berichterstattungen über große internationale Konferenzen. Am 21. März 2006 starb er in seiner Heimatstadt und wurde anschließend in Königswinter beigesetzt.

## Partei
Schulze-Vorberg hatte sich nach 1945 der CSU angeschlossen. In den 1950er Jahren wurde er von Konrad Adenauer zu dessen Teegesprächen eingeladen und begleitete diesen auf seinen Dienstreisen, so unter anderem 1955 nach Moskau, als die Befreiung der Kriegsgefangenen erarbeitet wurde. Seit 1972 war er Vorsitzender der CDU/CSU-Medienkommission.

## Abgeordneter
Schulze-Vorberg gehörte dem Deutschen Bundestag von 1965 bis 1976 an. Im Parlament vertrat er den Wahlkreis Schweinfurt. Entgegen der allgemeinen Haltung der CDU/CSU-Fraktion stimmte er während seiner Zeit als Abgeordneter gegen die Notstandsgesetze, für eine UN-Mitgliedschaft beider deutscher Staaten sowie für die von Bundeskanzler Helmut Schmidt initiierten Verträge mit Polen.

## Ehrungen
- 1968: Bayerischer Verdienstorden
- 1973: Bundesverdienstkreuz 1. Klasse
- 1978: Großes Bundesverdienstkreuz
- 1988: Großes Bundesverdienstkreuz mit Stern

| Personendaten    | Personendaten                                         |
| ---------------- | ----------------------------------------------------- |
| NAME             | Schulze-Vorberg, Max                                  |
| KURZBESCHREIBUNG | deutscher Jurist, Journalist und Politiker (CSU), MdB |
| GEBURTSDATUM     | 23. Februar 1919                                      |
| GEBURTSORT       | Düsseldorf                                            |
| STERBEDATUM      | 21. März 2006                                         |
| STERBEORT        | Bonn-Bad Godesberg                                    |